# テグタン

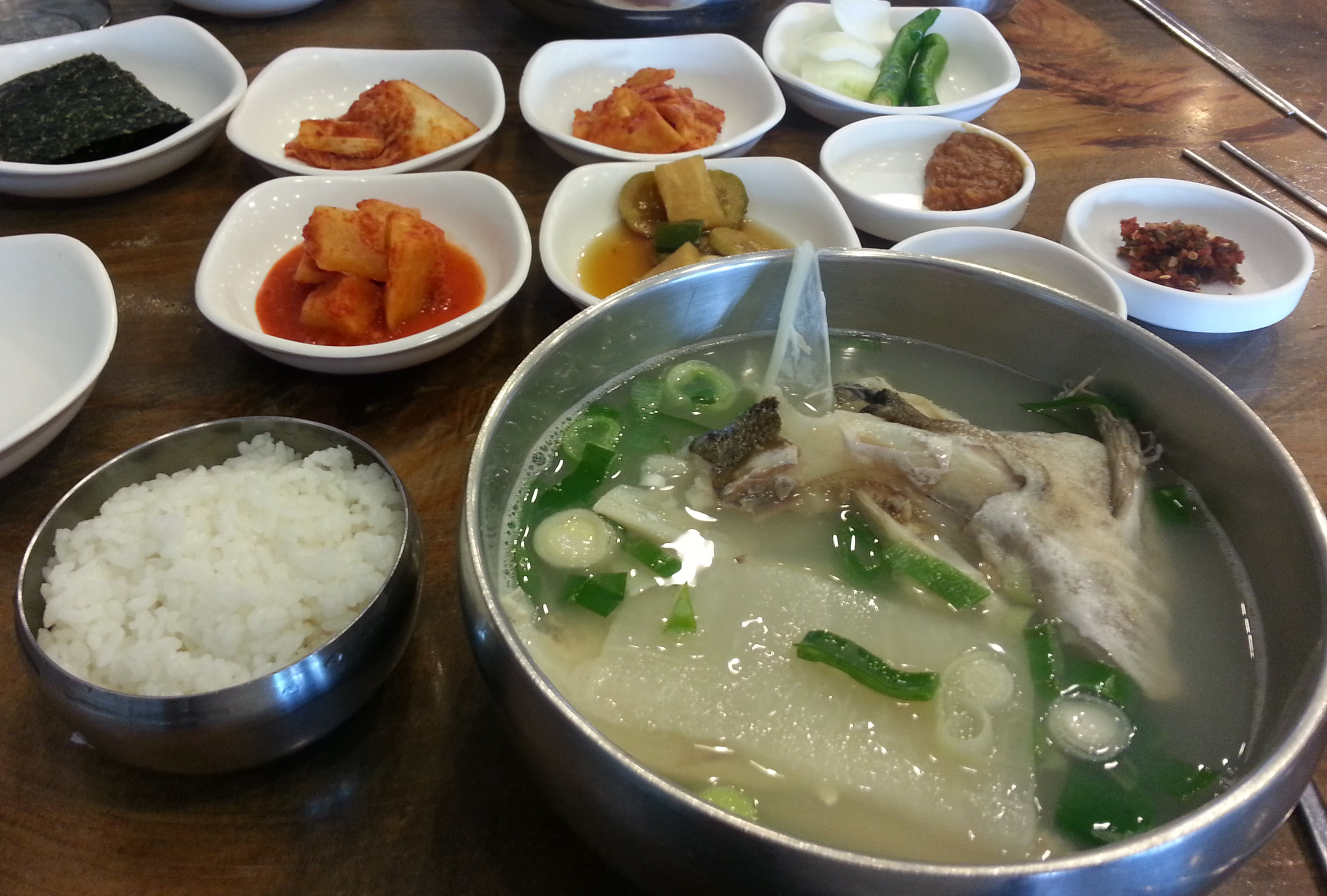
テグタンの膳

テグタン（大口湯）は、朝鮮半島の伝統料理の一つである。
韓国語でテグ（大口）と呼ばれるマダラをメインとしたスープである。マダラの切り身と白菜を煮た後、生牡蠣とネギを入れて煮た湯（タン）である 。

## 概要
テグタンは代表的な慶尚道料理であり、釜山広域市江西区加徳島のテグタンが有名である  。

## 参考資料
1. 1 2  “두산백과, 대구탕”. 2015年9月2日閲覧。
2. ↑  재홍 (2008年3月15日). “아름다운 우리 향토음식, 각 지방 음식의 특징 및 분류”.   형설출판사. 2016年7月22日閲覧。